# دير

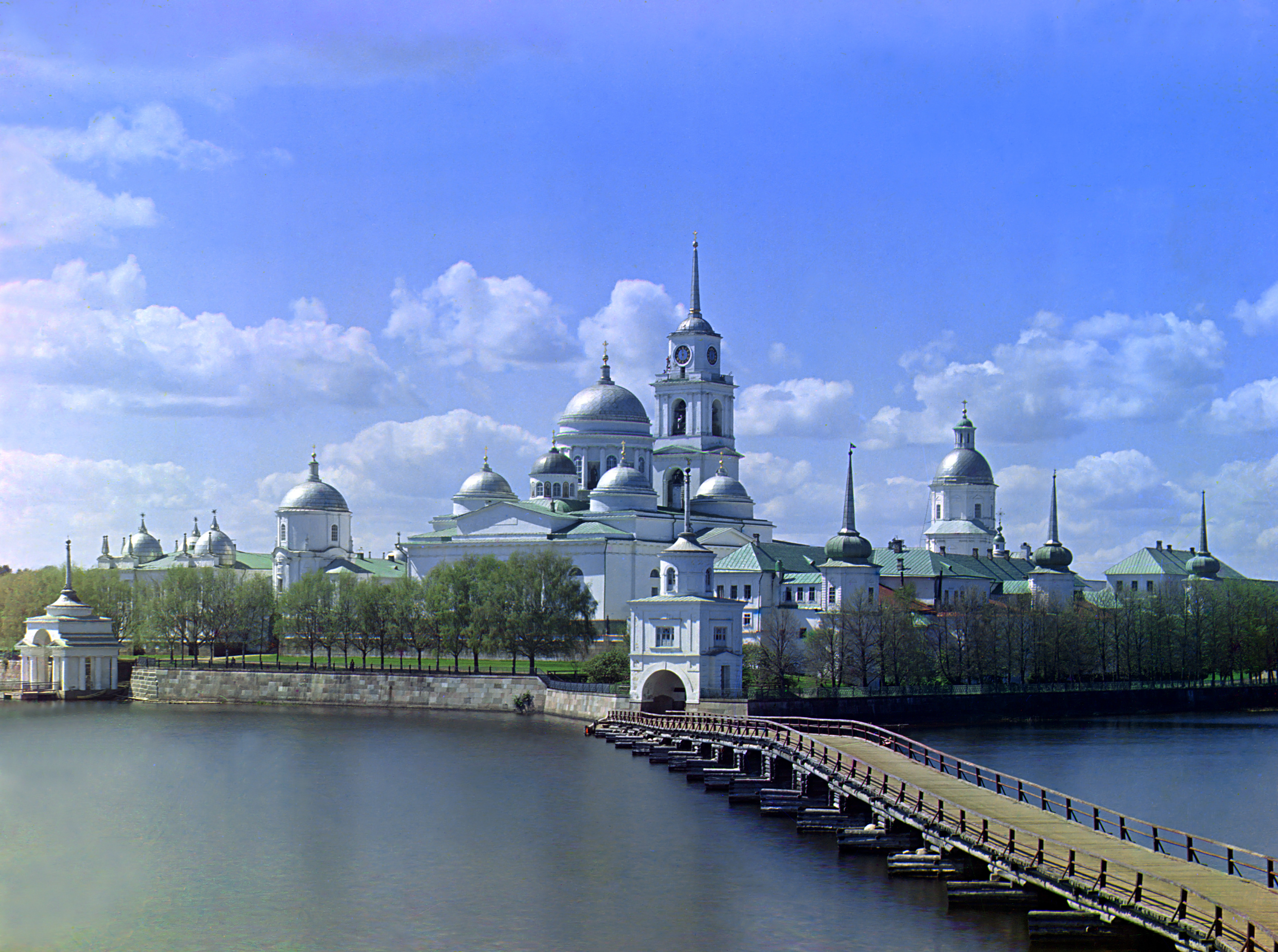
دير القديس نيل في روسيا

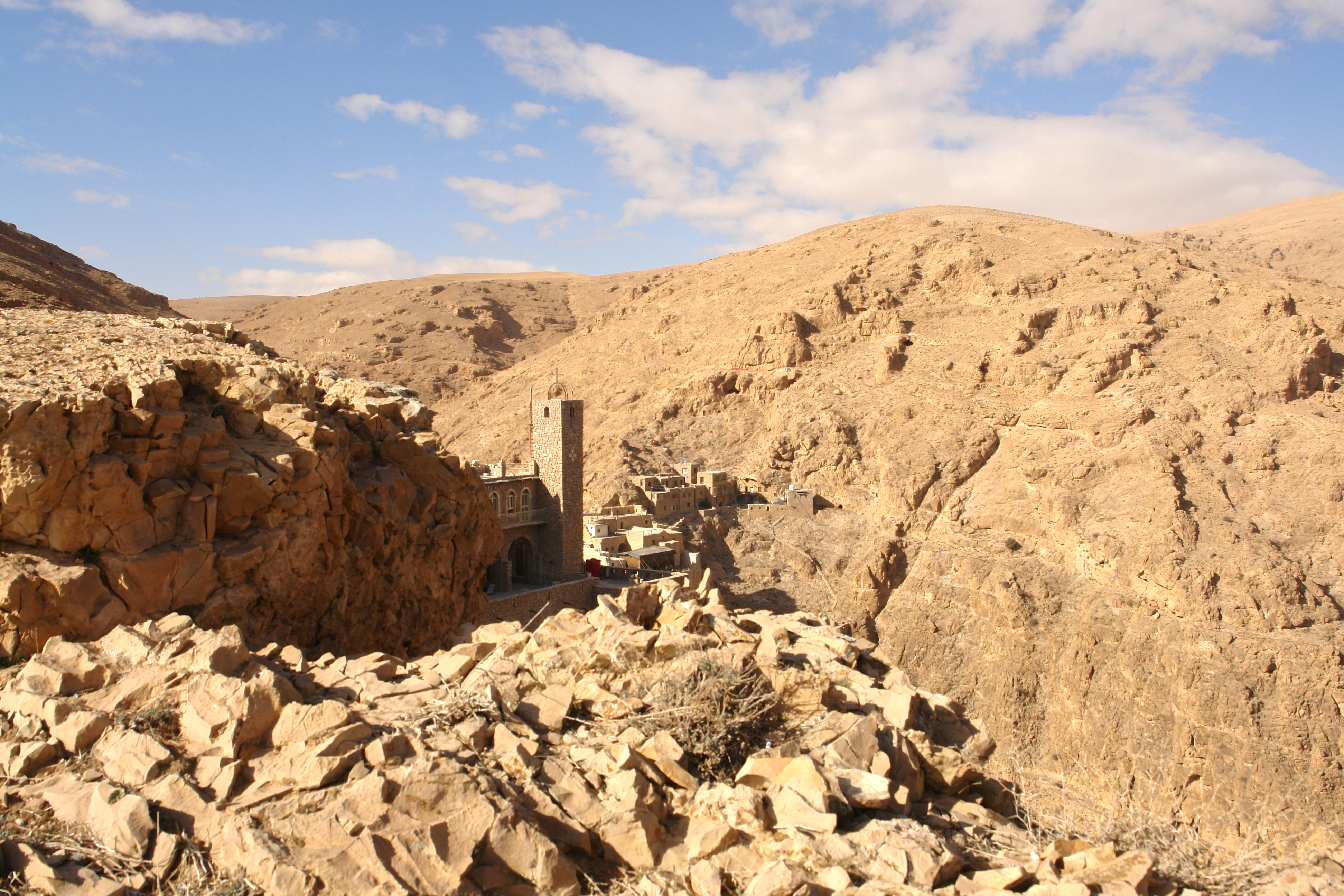
دير مار موسى الحبشي - سوريا

الدير هو مبنى عبادة لدى بعض الديانات كالبوذية والمسيحية يستخدم للعبادة والتأمل. تعود أصل تسمية الكلمة في اللغة العربية إلى الآرامية حيث تعني كلمة الدير «مزرعة» أو «بيت الفلاح» نسبة إلى طريقة معيشة النساك الأوائل من اليهود والمسيحيين.

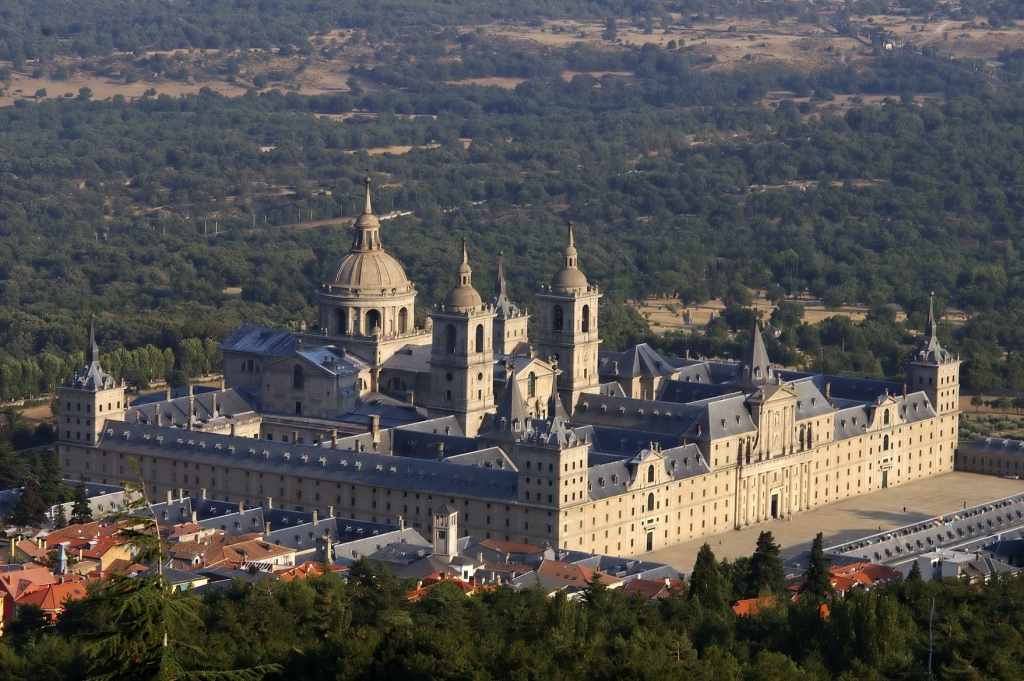
الدير الملكي في سان لورينزو دي إل إسكوريال، إسبانيا. بنيت في 1563-1584.

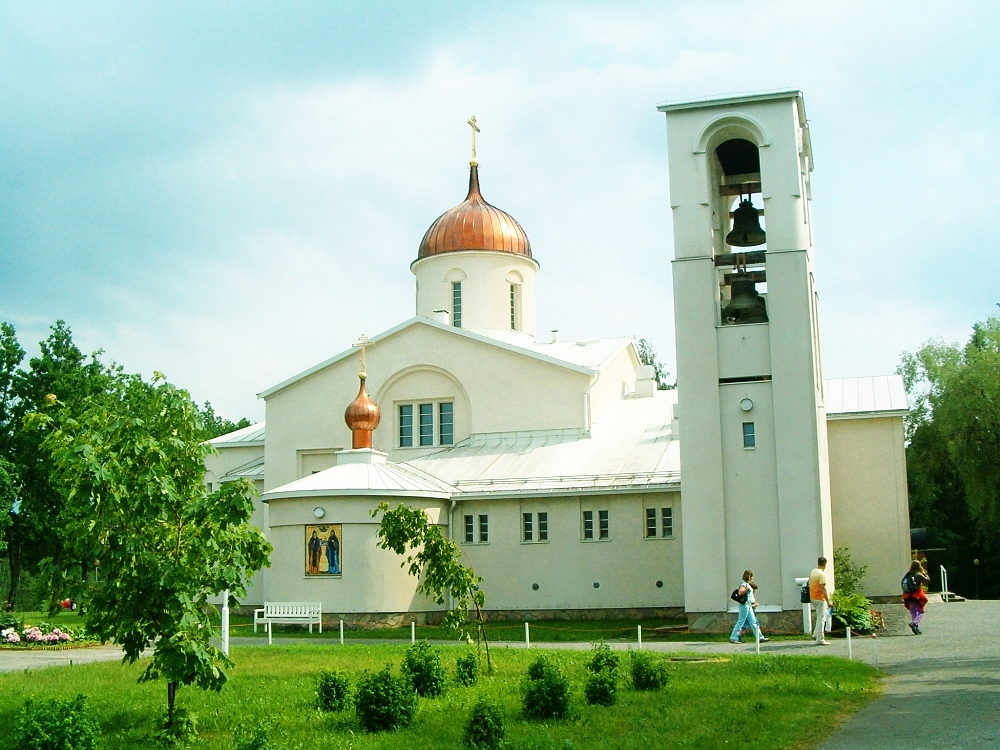
نيو فالامو، دير أرثوذكسي شرقي في هاي ووتر، فنلندا.

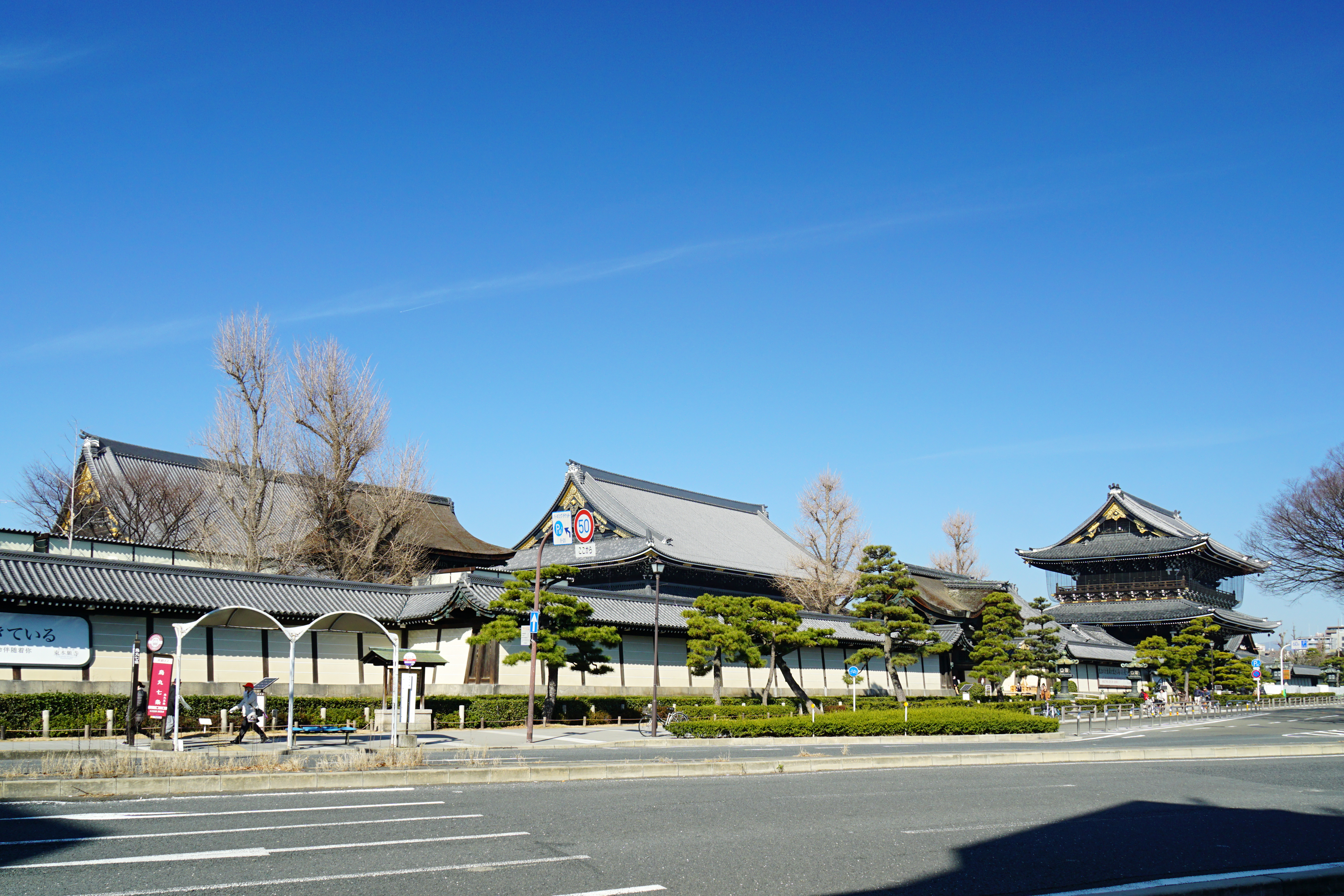
دير هونغان في كيوتو، اليابان.

هو مجمع من المباني التي تضم الأحياء وأماكن العمل المحلية من الرهبان، الرهبان أو الراهبات، سواء الذين يعيشون في مجتمعات أو وحدها (النساك). ويشمل دير عموما المكان المخصص للصلاة والذي قد يكون مصلى، الكنيسة، أو معبد، ويمكن أيضا بمثابة الخطابة، أو في حالة المجتمعات أي شيء من مبنى واحد فقط كبار واثنين أو ثلاثة من الرهبان المبتدئين أو الراهبات، إلى مجمعات وعقارات شاسعة تضم عشرات أو مئات. دير معقد يتكون عادة عدد من المباني التي تشمل كنيسة، عنبر، الدير، غرفة الطعام، مكتبة، بالنياري والمستوصف، والنائية غرانج. اعتمادًا على الموقع والنظام الرهباني واحتلال سكانه، قد يشتمل المجمع أيضًا على مجموعة واسعة من المباني التي تسهل الاكتفاء الذاتي وخدمة المجتمع. قد تشمل هذه المستشفيات، والمدارس، ومجموعة من المباني الزراعية وتصنيع مثل الحظيرة، وقهوة، أو مصنع الجعة.
في اللغة الإنجليزية، يستخدم مصطلح دير عمومًا للإشارة إلى مباني مجتمع الرهبان. في الاستخدام الحديث، يميل الدير إلى أن يتم تطبيقه فقط على مؤسسات الرهبان الإناث (الراهبات)، ولا سيما مجتمعات التدريس أو التمريض الراهبات. تاريخيًا، يشير الدير إلى منزل الرهبان (يعكس اللاتينية)، والذي يُطلق عليه الآن اسم فريري. قد تطبق الديانات المختلفة هذه الشروط بطرق أكثر تحديدًا.

## التأثيل

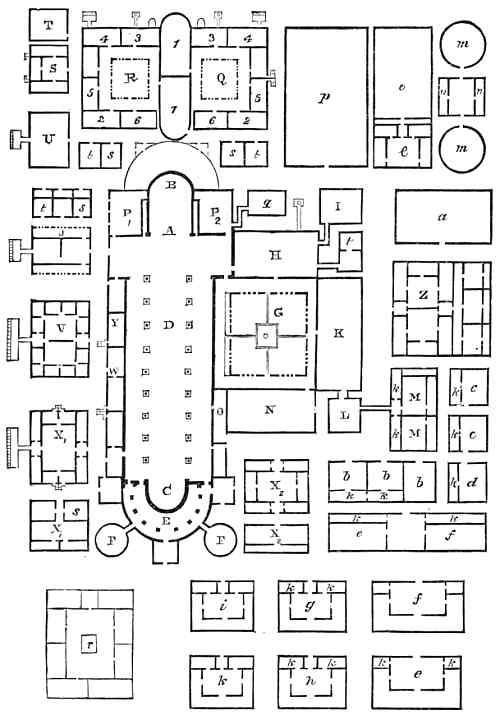
مخطط سانت غال، المخطط الأرضي لدير غير مبني، يوفر جميع احتياجات الرهبان داخل حدود أسوار الدير

تأتي كلمة دير من الكلمة اليونانية μοναστήριον. الاديره من μονάζειν (في الأصل كان جميع الرهبان المسيحيين نسّاكًا)؛ تشير اللاحقة «-تيريون» إلى «مكان لعمل شيء ما». أقرب استخدام موجود لمصطلح موناستوريون هو في القرن الأول الميلادي الفيلسوف اليهودي فيلون السكندري في على الحياة التأملية، الفصل. ثالثا.
في إنجلترا، تم تطبيق كلمة دير أيضًا على سكن الأسقف ورجال الدين في الكاتدرائية الذين عاشوا بعيدًا عن المجتمع العادي. لم تكن معظم الكاتدرائيات أديرة، وكانت تخدمها شرائع علمانية، كانت مجتمعية وليست رهبانية. ومع ذلك، تم تشغيل بعضها بواسطة أوامر الأديرة، مثل كاتدرائية يورك. كان كنيسة وستمنستر كاتدرائية لفترة قصيرة، وكان ديرًا بندكتينيًا حتى الإصلاح، ويحافظ فصله على عناصر من التقليد البينديكتيني. رؤية كاتدرائية الدخول. كما يجب تمييزها عن الكنائس الجماعية، مثل كنيسة القديس جورج (قلعة وندسور).

### مصطلحات
يستخدم مصطلح دير بشكل عام للإشارة إلى أي عدد من أنواع الطوائف الدينية. في الديانة الرومانية الكاثوليكية وإلى حد ما في فروع معينة من البوذية، هناك تعريف أكثر تحديدًا للمصطلح والعديد من المصطلحات ذات الصلة.
تسمى الأديرة البوذية عمومًا فيهارا (لغة بالي). قد تكون الفيهارا مشغولة من قبل الرجال أو النساء، وتماشياً مع الاستخدام الشائع للغة الإنجليزية، غالباً ما يُطلق على الفهارا التي تسكنها الإناث دير للراهبات أو الدير. ومع ذلك، يمكن أن يشير فيهارا أيضًا إلى المعبد. في البوذية التبتية، غالبًا ما تسمى الأديرة غومبا. في كمبوديا ولاوس وتايلاند يسمى الدير وات. في بورما، يسمى دير كيونغ.
ويجوز للدير مسيحي في الدير (أي، في ظل حكم ل رئيس الدير)، أو دير (تحت حكم من قبل)، أو تصور ل صومعة (المسكن من الناسك). قد يكون مجتمعًا من الرجال (الرهبان) أو النساء (الراهبات). البيت المستأجر هو أي دير ينتمي إلى النظام الكارثوسي. في المسيحية الشرقية، يمكن تسمية مجتمع رهباني صغير جدًا باسم سكيتي، ويمكن إعطاء دير كبير جدًا أو مهم كرامة لافرا.
ويطلق على الحياة المجتمعية كبيرة من دير مسيحي cenobitic، خلافا ل مرساة الحياة (أو التوحدية) من السواح والتوحدية حياة الناسك. كان هناك أيضًا، في الغالب تحت الاحتلال العثماني لليونان وقبرص، أسلوب حياة «إيديور إيقاعي» حيث يجتمع الرهبان معًا ولكنهم قادرون على امتلاك الأشياء بشكل فردي وليسوا مجبرين على العمل من أجل الصالح العام. في الهندوسية تسمى الأديرة ماثا، ماندير، كويل، أو الأشرم الأكثر شيوعًا. الجاينية استخدام مصطلح البوذية فيهارا.

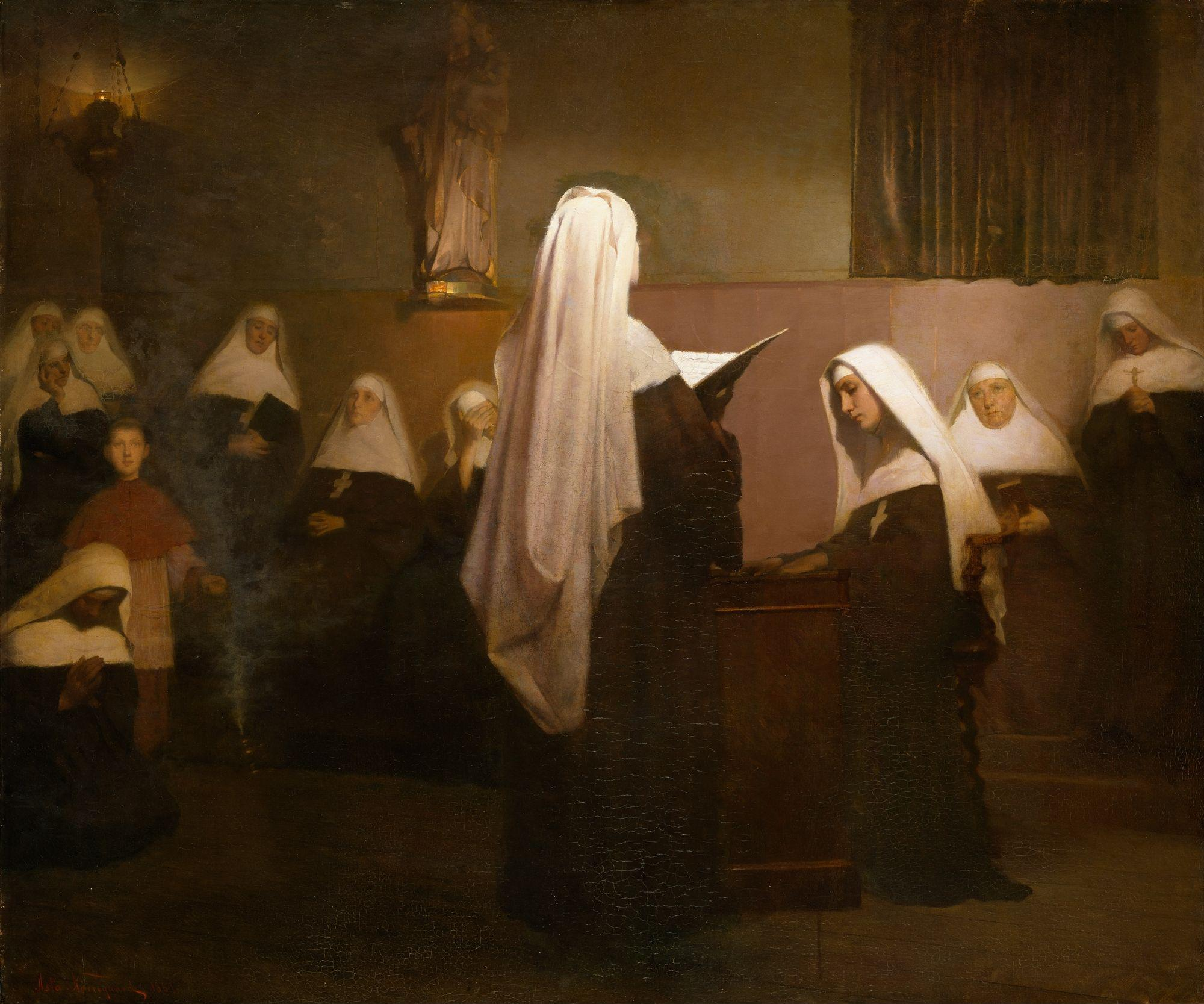
أستا نوريغارد : الاحتفال بقداس ليلة الكريسماس في دير للراهبات الفرنسية (1889)

## الحياة الرهبانية
في معظم الأديان، تخضع الحياة داخل الأديرة لقواعد المجتمع التي تنص على جنس السكان وتطلب منهم البقاء عازبًا وامتلاك القليل من الممتلكات الشخصية أو عدم امتلاكها على الإطلاق. يمكن أيضًا أن تختلف الدرجة التي تكون فيها الحياة داخل دير معين منفصلة اجتماعيًا عن السكان المحيطين بها؛ تفرض بعض التقاليد الدينية العزلة لأغراض التأمل بعيدًا عن العالم اليومي، وفي هذه الحالة قد يقضي أعضاء المجتمع الرهباني معظم وقتهم معزولين حتى عن بعضهم البعض. يركز البعض الآخر على التفاعل مع المجتمعات المحلية لتقديم الخدمات، مثل التدريس أو الرعاية الطبية أو الكرازة. بعض المجتمعات الرهبانية مشغولة بشكل موسمي فقط، اعتمادًا على كل من التقاليد المعنية والطقس المحلي، وقد يكون الناس جزءًا من مجتمع رهباني لفترات تتراوح من بضعة أيام في كل مرة إلى عمر كامل تقريبًا.
يمكن دعم الحياة داخل أسوار الدير بعدة طرق: عن طريق تصنيع وبيع البضائع، غالبًا المنتجات الزراعية، والتبرعات أو الصدقات، وإيرادات الإيجار أو الاستثمار، والأموال من المنظمات الأخرى داخل الدين، والتي كانت في الماضي شكلت الدعم التقليدي للأديرة. لطالما كان هناك تقليد طويل للأديرة المسيحية في تقديم الخدمات المضيافة والخيرية والمستشفيات. غالبًا ما ارتبطت الأديرة بتوفير التعليم وتشجيع المنح الدراسية والبحثية، مما أدى إلى إنشاء المدارس والكليات والارتباط بالجامعات. تكيفت الحياة الرهبانية المسيحية مع المجتمع الحديث من خلال تقديم خدمات الكمبيوتر، وخدمات المحاسبة والإدارة بالإضافة إلى المستشفيات الحديثة والإدارة التعليمية.

## المسيحية

دير مار كبرئيل عام 397 على يد مار شموئيل وتلميذه مور شمعون.
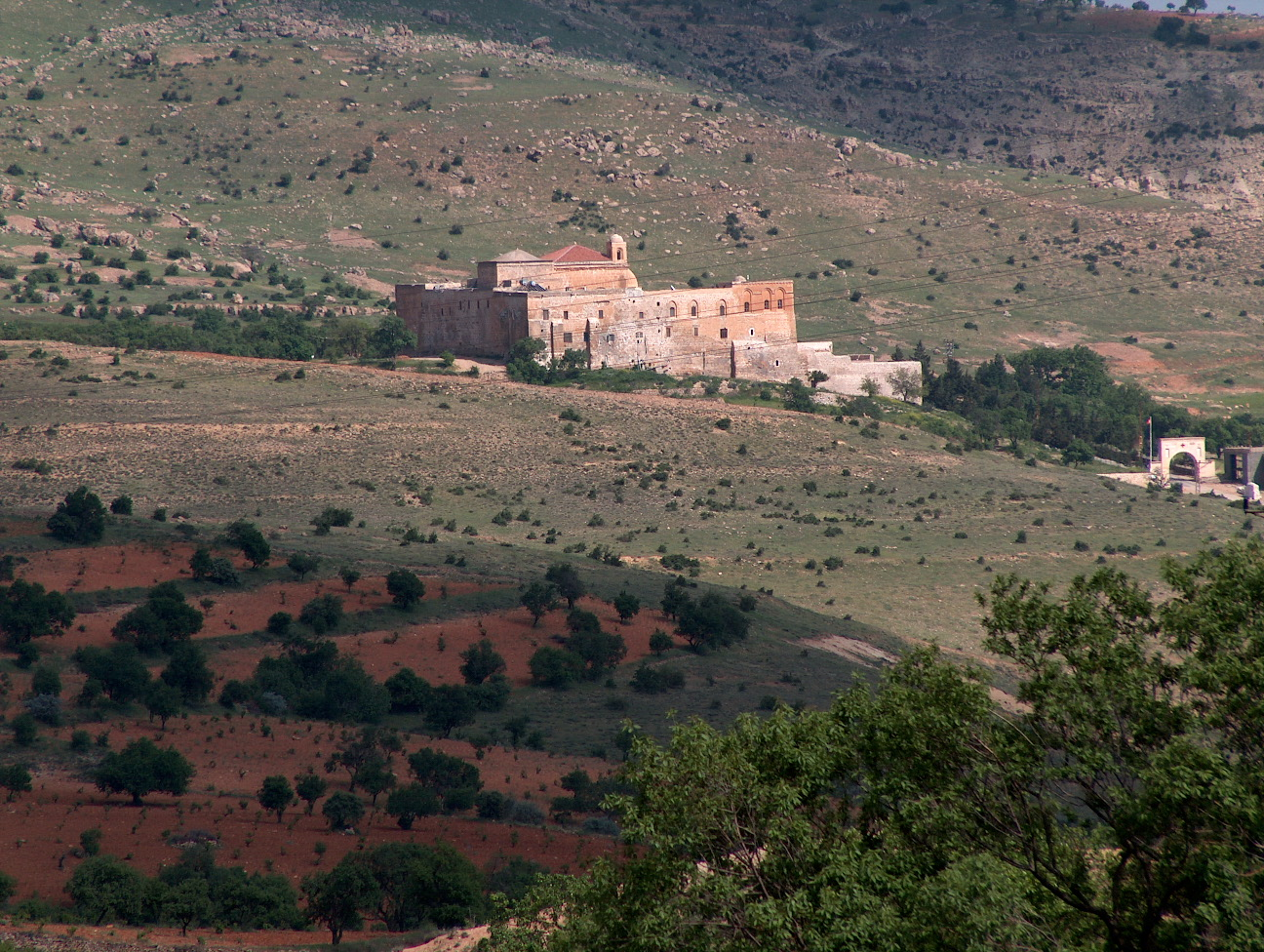
دير الزعفران، أحد الأديرة العديدة في جبل إيزلا
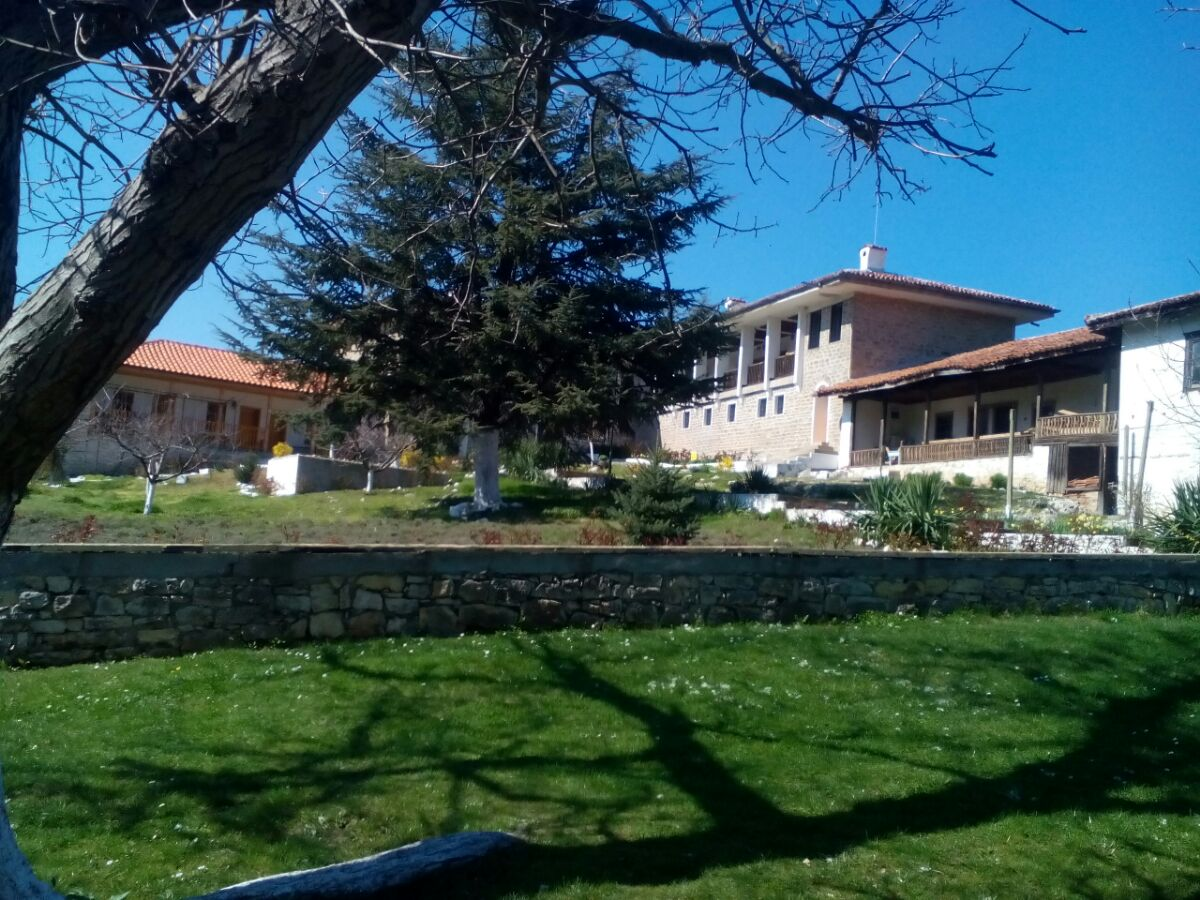
دير القديس أثناسيوس البلغاري أول دير مسيحي تأسس في أوروبا عام 344.
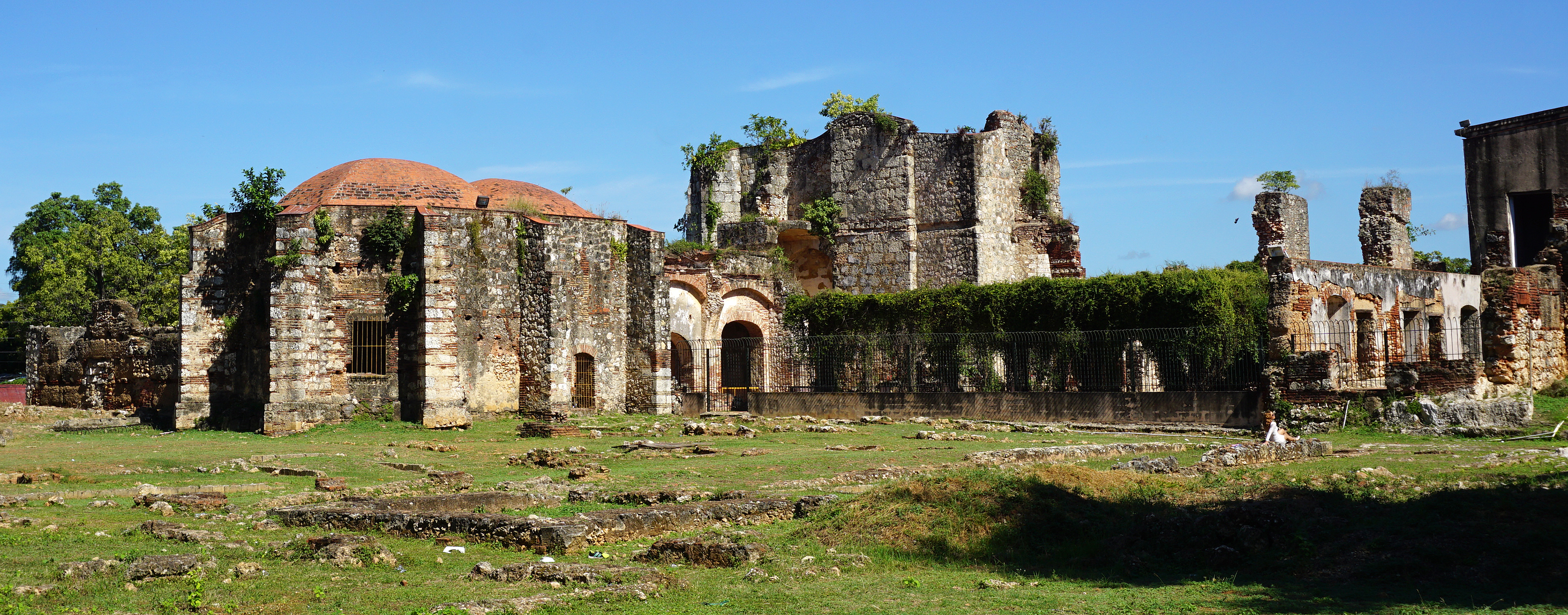
دير سان فرانسيسكو في سانتو دومينغو، جمهورية الدومينيكان، أول وأقدم دير تم بناؤه في الأمريكتين.

### بداية الرهبنة في مصر
وفقًا للتقاليد، بدأت الرهبنة المسيحية في مصر مع أنطونيوس الكبير. في الأصل، كان جميع الرهبان المسيحيين نسّاكًا نادرًا ما يلتقون بأشخاص آخرين.
تم إنشاء شكل انتقالي من الرهبنة في وقت لاحق من قبل القديس آمون حيث يعيش الرهبان «المنفردون» بالقرب من بعضهم البعض لتقديم الدعم المتبادل وكذلك التجمع معًا في أيام الأحد من أجل الخدمات المشتركة.
كان باخوميوس الكبير هو من طور فكرة الرهبنة الصخرية: حيث يعيش المتخلفون معًا ويعبدون معًا تحت سقف واحد. يعزو البعض أسلوبه في العيش الجماعي إلى ثكنات الجيش الروماني التي خدم فيها باخوميوس كشاب. سرعان ما ازدهرت الصحراء المصرية بالأديرة، وخاصة حول نيتريا (وادي النطرون)، والتي كانت تسمى «المدينة المقدسة». تشير التقديرات إلى أن أكثر من 50000 راهب عاشوا في هذه المنطقة في وقت واحد. ومع ذلك، لم ينقرض الناسك أبدًا، ولكنه كان مخصصًا فقط لأولئك الرهبان المتقدمين الذين عملوا على حل مشاكلهم داخل دير رهباني.
انتشرت الفكرة، وتبعتها أماكن أخرى:
- عند عودته من مجلس سيرديكا، أنشأ أثناسيوس الإسكندري أول دير مسيحي في أوروبا حوالي 344 بالقرب من العصر الحديث تشيربان في بلغاريا.[6]
- أسس مار أوجين ديرًا على جبل إيزلا فوق نصيبين في بلاد ما بين النهرين (حوالي 350)، ومن هذا الدير انتشر التقليد القبطي في بلاد ما بين النهرين وبلاد فارس وأرمينيا وجورجيا وحتى الهند والصين.
- نظم مار سابا رهبان الصحراء اليهودية في دير قريب من بيت لحم (483)، وتعتبر أم جميع الأديرة الأرثوذكسية الشرقية.
- أسس بنديكت نورسيا دير مونتي كاسينو في إيطاليا (529)، والذي كان بذرة الرهبنة الرومانية الكاثوليكية بشكل عام، ووسامة القديس بنديكت على وجه الخصوص.
- والقرطوسيون تم تأسيسها من قبل برونو كولونيا في غراندي أخضر مصفر، والتي من النظام الديني تأخذ اسمها، في القرن الحادي عشر كمجتمع الريال، ويبقى المنزل الأم من الأمر.
- قرر جيروم وبولا من روما الذهاب لعيش حياة ناسك في بيت لحم وأنشأوا عدة أديرة في الأرض المقدسة. ألهمت طريقة الحياة هذه تأسيس هيرونيميتس في إسبانيا والبرتغال. دير سانتا ماريا ديل بارال في سيغوفيا هو المنزل الأم للرهبانية.

### أوروبا الغربية في العصور الوسطى

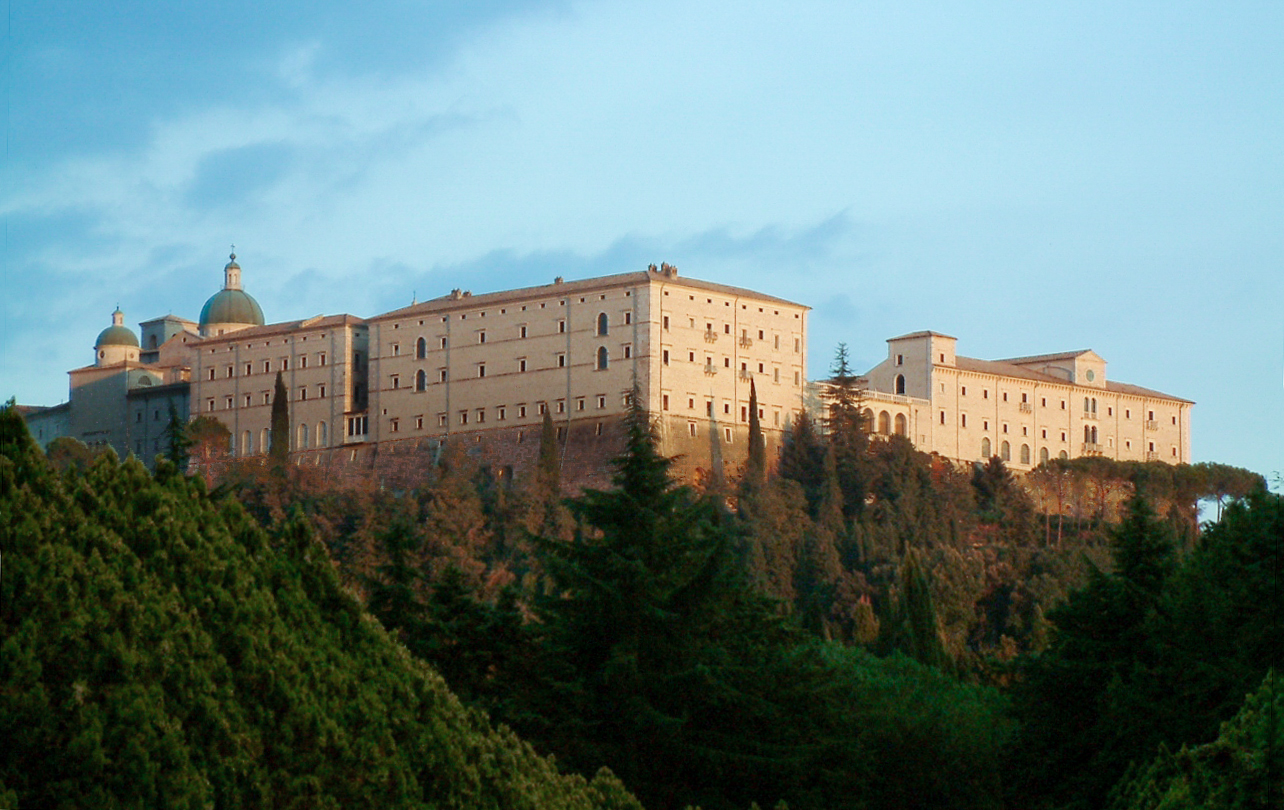
دير مونتي كاسينو، الذي بناه القديس بنديكت في الأصل، ويظهر هنا على أنه أعيد بناؤه بعد الحرب العالمية ثانيًا

كانت حياة الصلاة والعيش الجماعي واحدة من المواعيد الصارمة والتضحية بالنفس. كانت الصلاة هي عملهم، واستغرقت صلاة المكتب الكثير من ساعات يقظة الراهب - صلاة، ومدح، ورئيس، وتيرس، وقداس يومي، وقداس، ولا شيء، وصلاة الغروب، والشكوى. في الفترات الفاصلة بين الصلوات، سُمح للرهبان بالجلوس في الدير والعمل على مشاريعهم في كتابة الكتب أو نسخها أو تزيينها. كان من الممكن تعيين هذه بناءً على قدرات الراهب ومصالحه. تم تخصيص الأنواع غير المدرسية للعمل البدني بدرجات متفاوتة.
كانت الوجبة الرئيسية في اليوم تقرب وقت الظهيرة، وغالبًا ما يتم تناولها على طاولة طعام، وتتألف من أبسط الأطعمة وأكثرها رقة، على سبيل المثال، سمك مسلوق، شوفان مسلوق. بينما هم يأكلون، كان يُقرأ الكتاب المقدس من على منبر فوقهم. نظرًا لعدم السماح بأي كلمات أخرى، طور الرهبان إيماءات تواصلية. تم تكريم الأديرة والضيوف البارزين بمقعد على الطاولة العالية، بينما جلس الجميع بشكل عمودي على ذلك في ترتيب الأقدمية. بقيت هذه الممارسة عندما أصبحت بعض الأديرة جامعات بعد الألفية الأولى، ولا يزال من الممكن رؤيتها في جامعة أكسفورد وجامعة كامبريدج.
كانت الأديرة مساهمين مهمين في المجتمع المحيط. كانوا مراكز للتقدم الفكري والتعليم. رحبوا بالكهنة الطامحين ليأتوا ويدرسوا ويتعلموا، مما سمح لهم حتى بتحدي العقيدة في حوار مع رؤسائهم. تُنسب أقدم أشكال التدوين الموسيقي إلى راهب يدعى نوتكر من سانت غال، وانتشر للموسيقيين في جميع أنحاء أوروبا عن طريق الأديرة المترابطة. منذ عرضت الأديرة راحة لبالضجر حاج المسافرين، كانت ملزمة الرهبان أيضا لرعاية إصاباتهم أو الاحتياجات العاطفية. بمرور الوقت، بدأ الناس العاديون في القيام بالحج إلى الأديرة بدلاً من مجرد استخدامها كمحطة توقف. بحلول هذا الوقت، كان لديهم مكتبات كبيرة جذبت السائحين المتعلمين. ستتبرع العائلات بابنها مقابل البركات. خلال الأوبئة، ساعد الرهبان في حرث الحقول وتوفير الطعام للمرضى.
البيت الدافئ هو جزء شائع من دير من القرون الوسطى، حيث ذهب الرهبان لتدفئة أنفسهم. غالبًا ما كانت الغرفة الوحيدة في الدير التي يتم فيها إشعال النار.

#### كاثوليكي

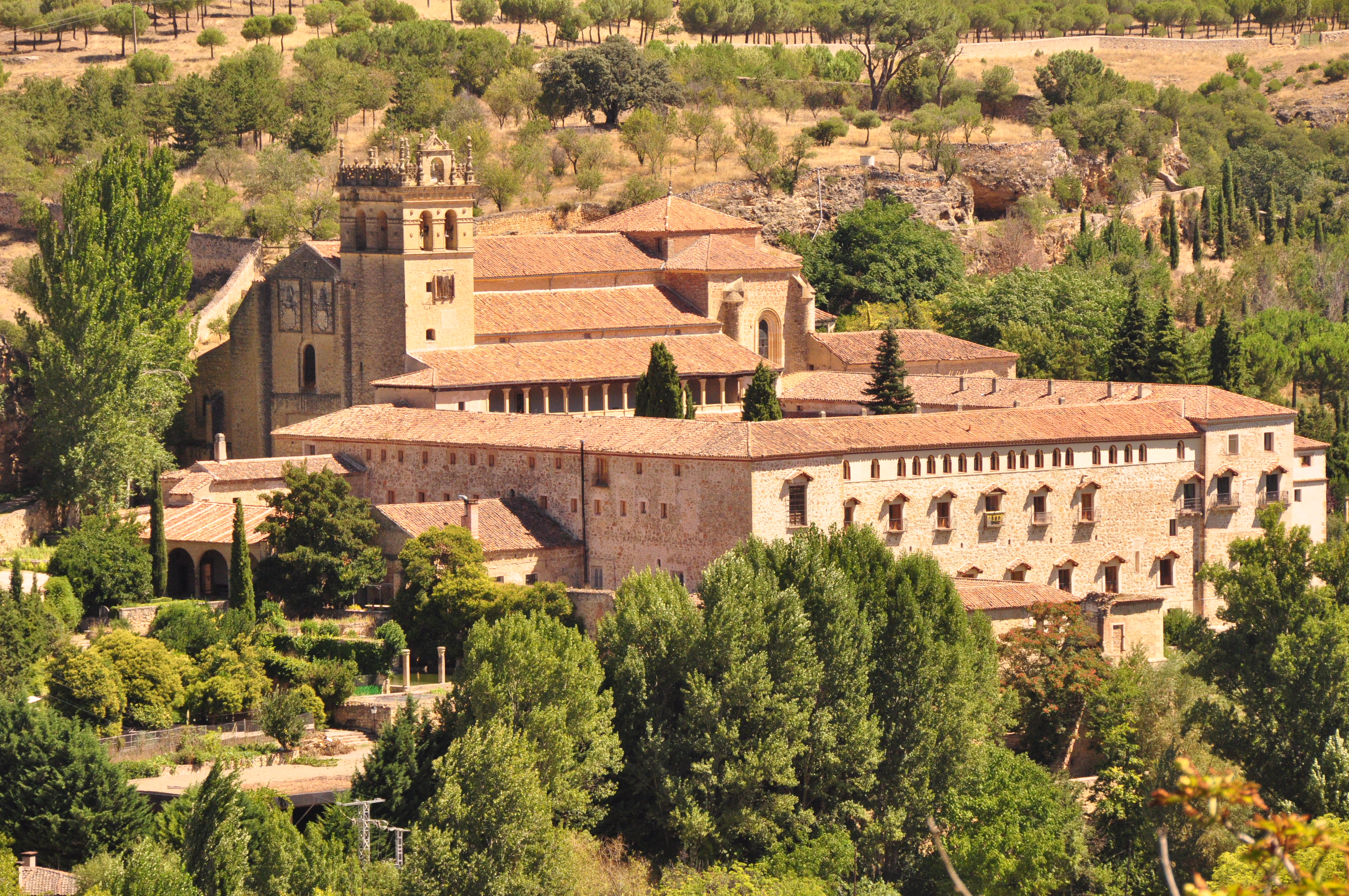
دير سانتا ماريا ديل بارال لرهبان هيرونيميتس في سيغوفيا، إسبانيا
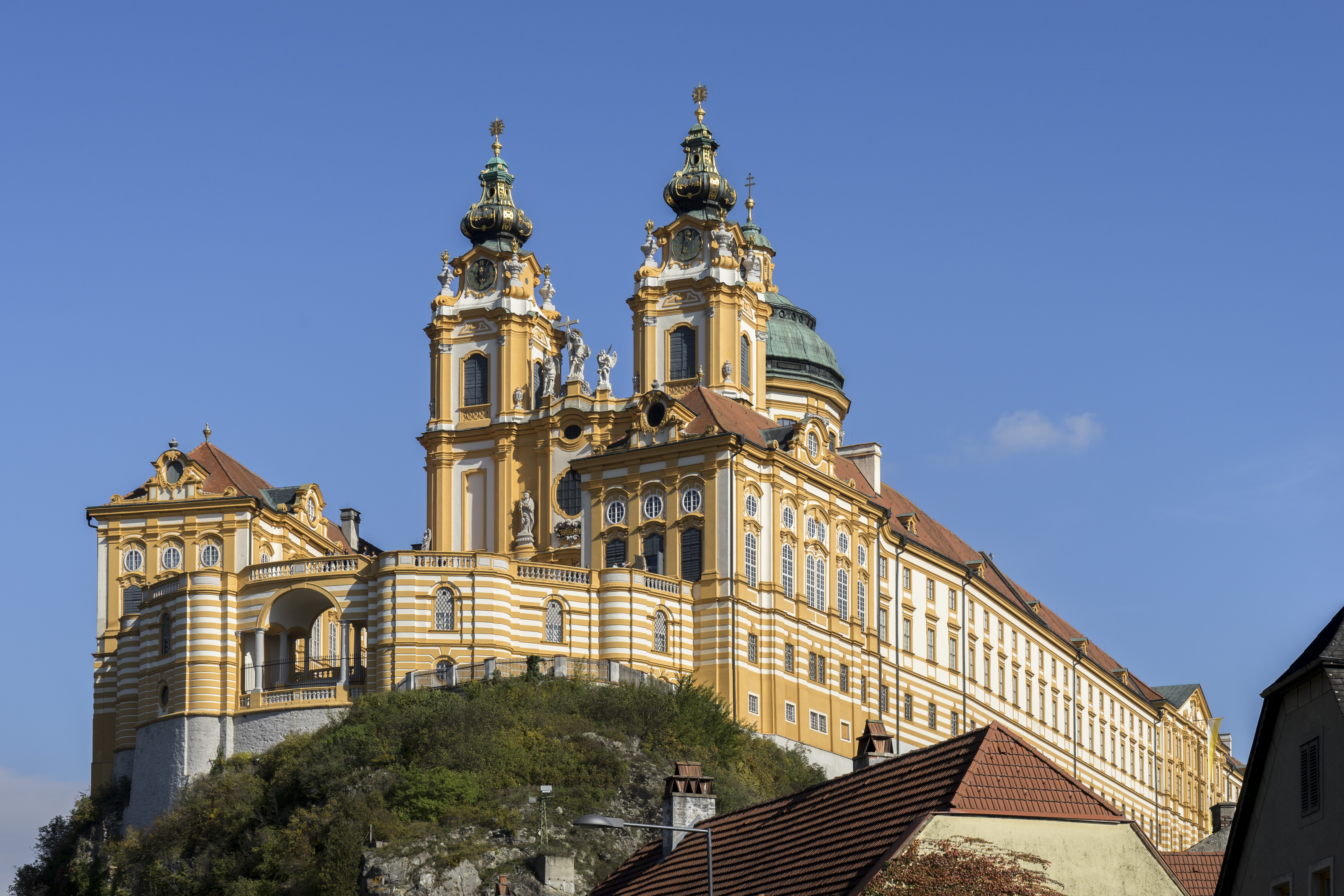
دير ملك، النمسا
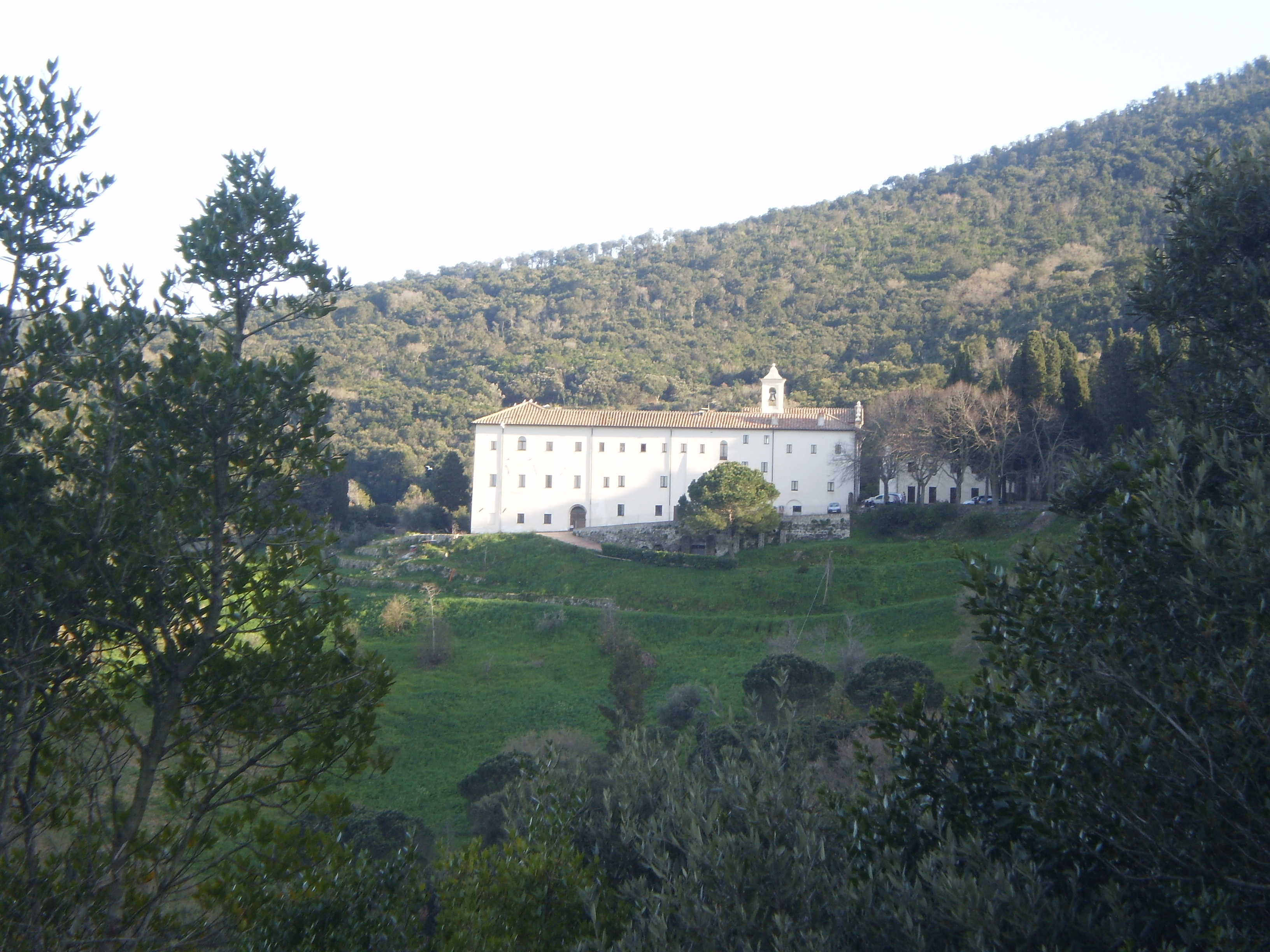
دير العاطفي في مونتي أرجنتاريو، توسكانا، إيطاليا
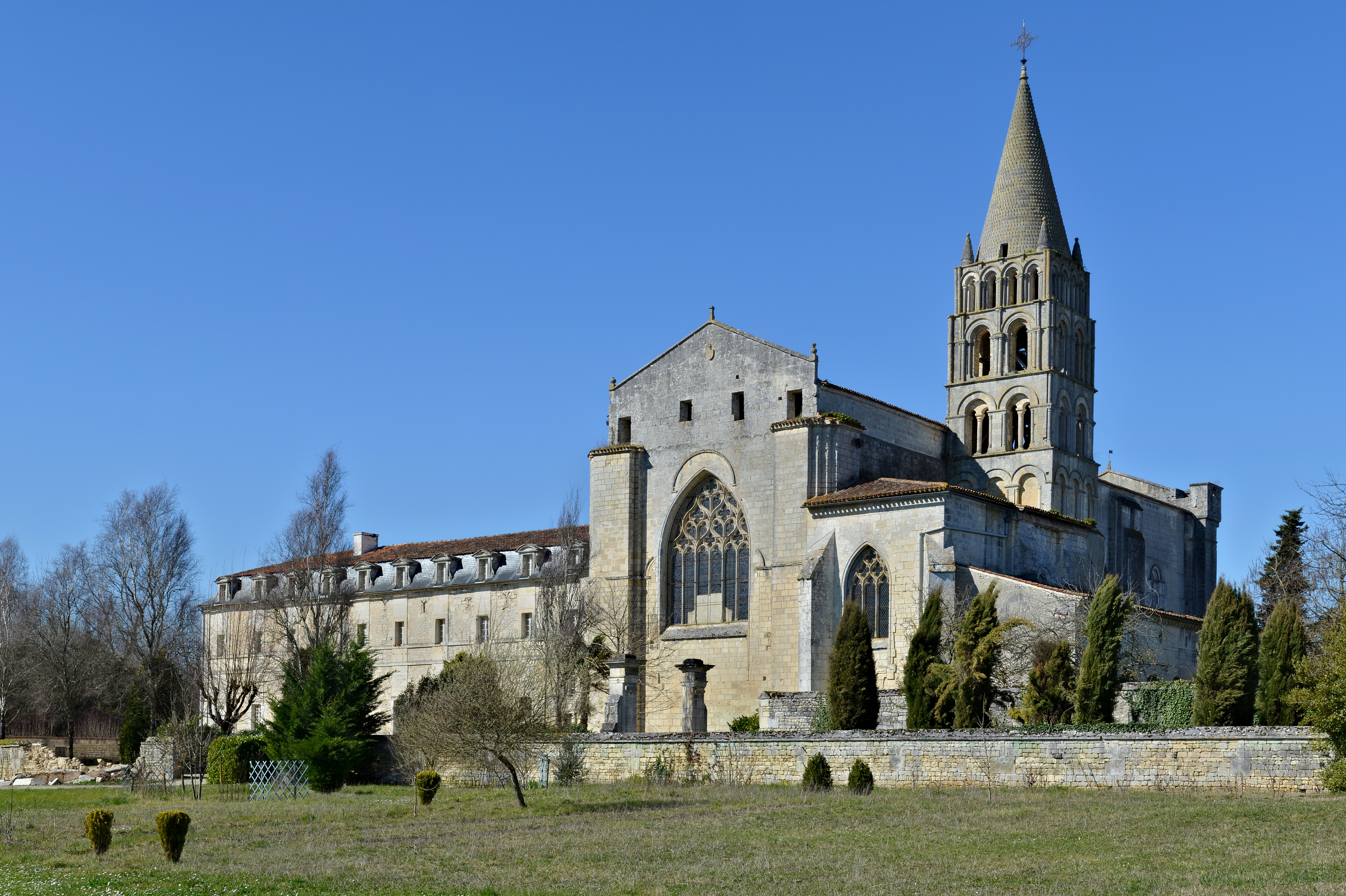
دير باساك (القرنان 12 و 18)، باساك، شارينت  [لغات أخرى]‏، فرنسا

تم تطوير عدد من الرهبانيات المتميزة داخل الكنيسة الرومانية الكاثوليكية:
- رهبان كامالوليس
- شرائع رهبانية الصليب المقدس، كهنة وإخوة، الذين يعيشون جميعًا معًا مثل الرهبان وفقًا لقاعدة القديس أغسطينوس؛
- النساك الكرمل والراهبات الكرمل (من التقاليد القديمة)
- النظام السيسترسي، مع الرهبان والراهبات (كلا من الاحتفال الأصلي وإصلاح ترابيست)
- رهبان وأخوات بيت لحم
- وسام مينيمس، أسسه القديس فرنسيس باولا
- تشدد جماعة القديس بنديكت، المعروفة باسم الرهبان والراهبات البينديكتين، التي أسسها القديس بنديكت مع القديس سكولاستيكا، على العمل اليدوي في الأديرة القائمة على ذاتها. أنظر أيضا: إصلاحات كلونياك.
- وسام القديسة كلير، المعروف باسم كليرز المسكينة (من بين جميع الاحتفالات)؛
- وسام القديس جيروم، مستوحى من القديس جيروم وسانت باولا، المعروفين باسم الرهبان والراهبات هيرونيميت؛
- وسام القديس بولس الأول الناسك المعروف بآباء بولين؛
- وسام البشارة للسيدة العذراء مريم، المعروف أيضًا باسم راهبات البشارة أو الذكرى، أسسه القديس جان الفرنسي؛
- رهبنة الكارثوسيين، وهي طائفة دينية نسوية أسسها القديس برونو في كولونيا؛
- وسام الحبل بلا دنس، المعروف أيضًا باسم المفكرين، أسسته القديسة بياتريس دي سيلفا؛
- وسام البشارة المقدسة، المعروف أيضًا باسم الراهبات التركينات أو الراهبات الزرق، أسسته ماريا فيتوريا دي فورناري ستراتا
- وسام المخلص الأقدس، المعروف باسم الرهبان والراهبات بريدجيتين، أسسه القديسة بريدجيت السويدية؛
- وسام زيارة القديسة مريم، المعروف باسم الراهبات الزائريات، أسسه القديس فرنسيس دي سال وسانت جين فرانسيس فريميو دي شانتال؛
- المتحمسون
- شرائع Premonstratensian («الشرائع البيضاء»)
- رهبان Tironensian («الرهبان الرماديون»)
- رهبان فاليسكوليان

بينما في اللغة الإنجليزية معظم أوامر متسول استخدام شروط الرهبانية دير أو دير، في اللغات اللاتينية، وهو المصطلح المستخدم من قبل الرهبان لمنازلهم هو الدير، من اللاتينية conventus، على سبيل المثال،((بالإيطالية: convento)‏) أو ((بالفرنسية: couvent)‏)، يعني «مكان التجمع». نادرًا ما يستخدم الفرنسيسكان مصطلح «دير» في الوقت الحاضر، مفضلين تسمية منزلهم بـ «دير».

### الأرثوذكسية الشرقية

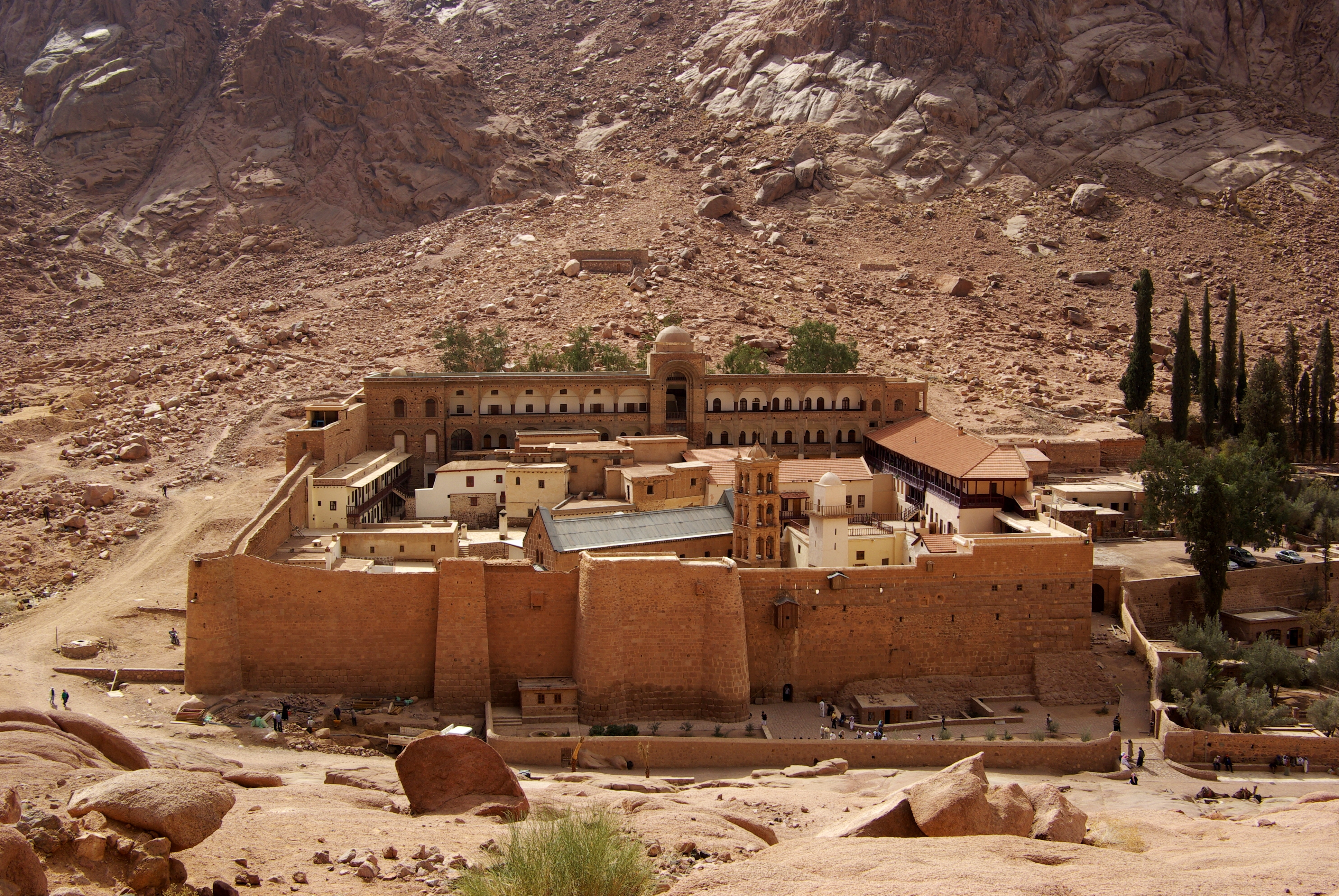
دير سانت كاترين على جبل سيناء، أوائل القرن السادس.
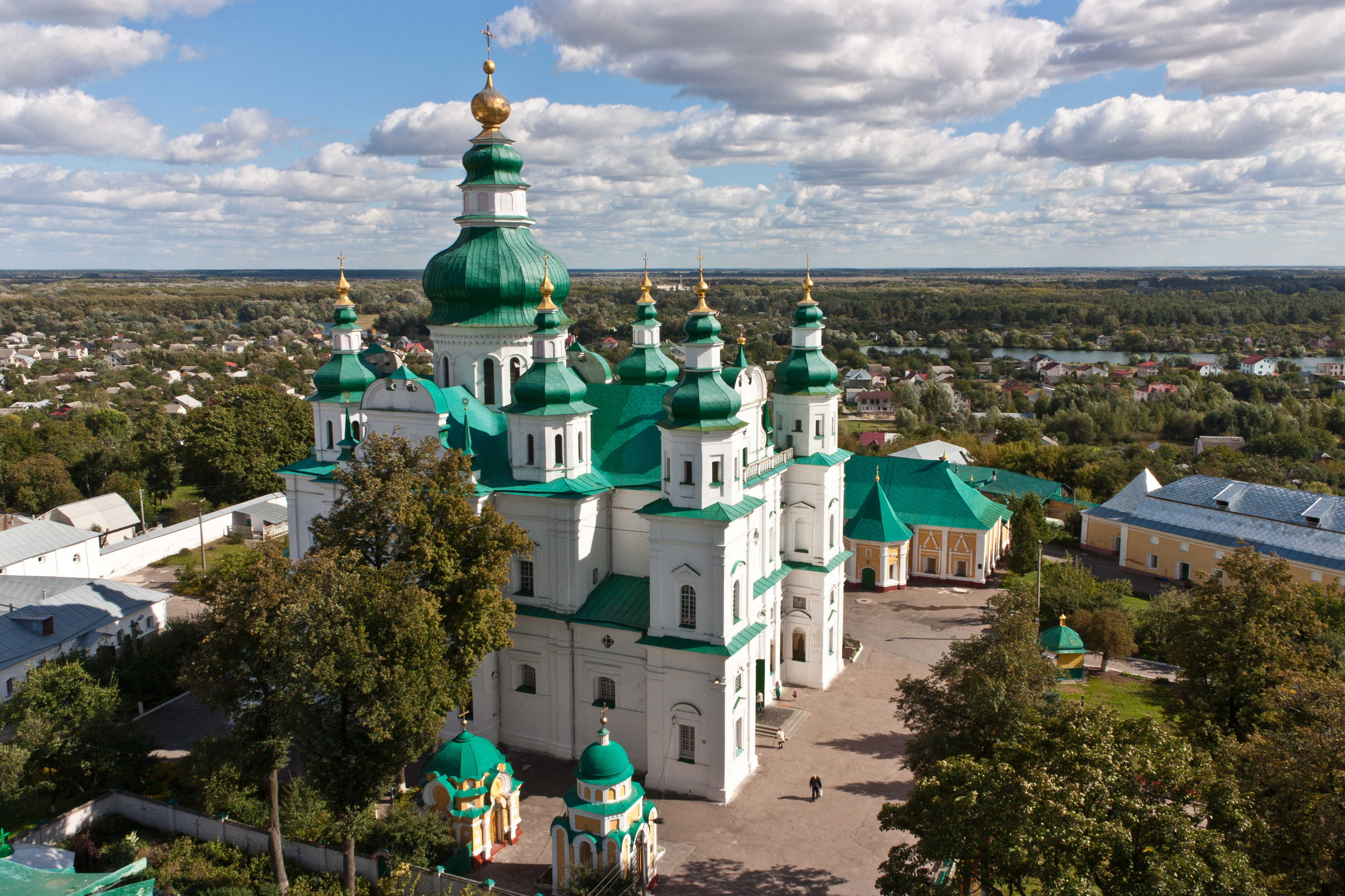
أعيد بناء دير الثالوث  [لغات أخرى]‏ في تشيرنيهيف، أوكرانيا في عام 1649.
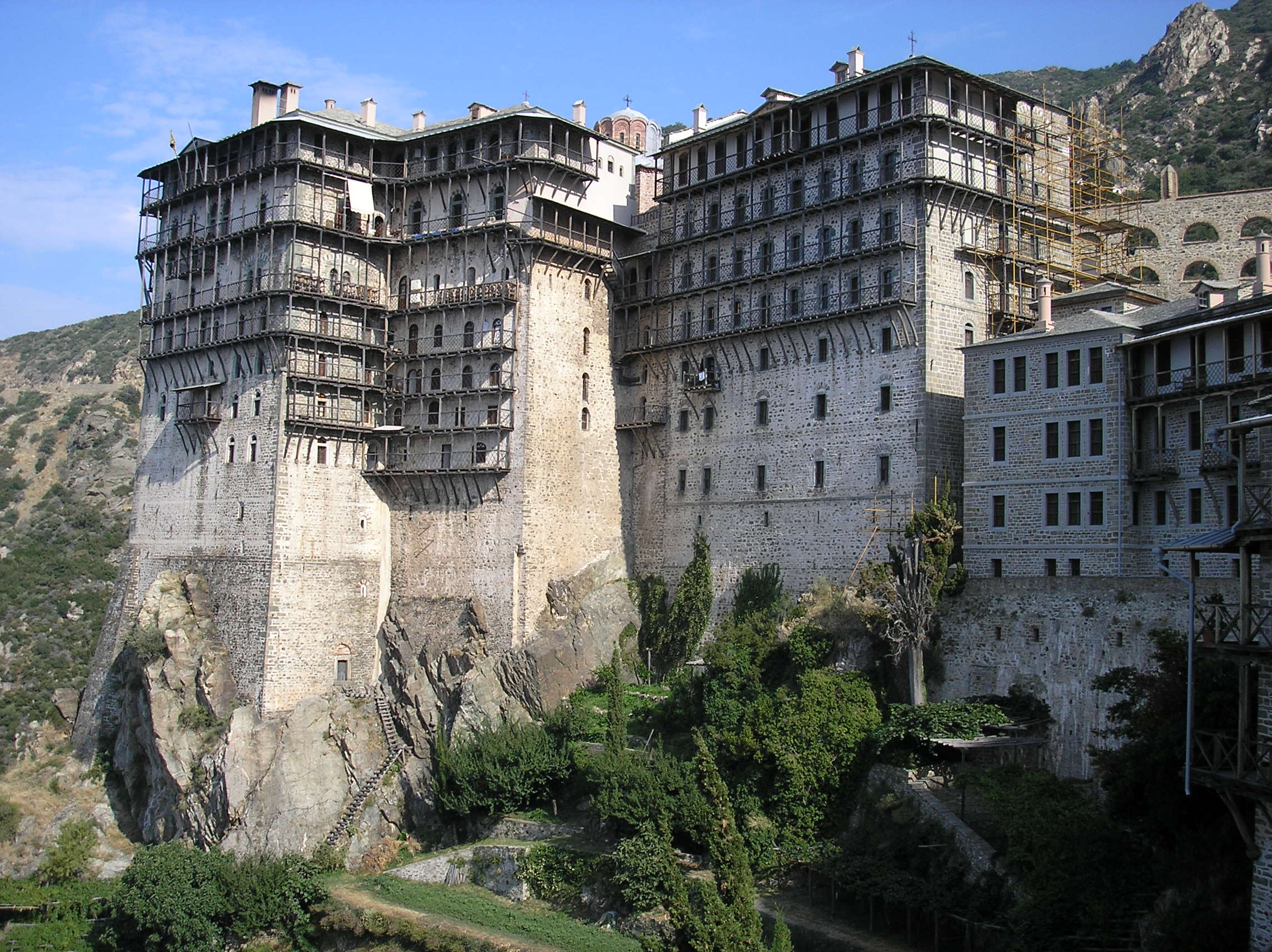
دير سيمونوبترا على جبل آثوس
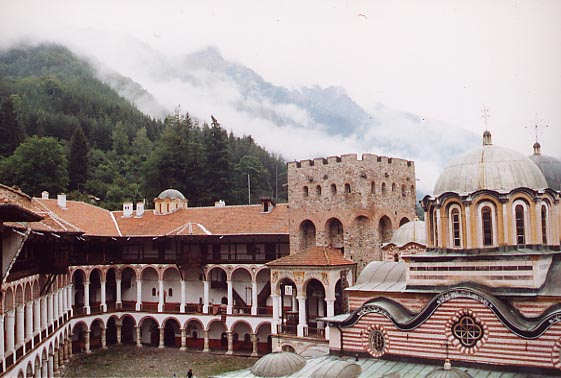
دير ريلا في بلغاريا، أحد مواقع التراث العالمي لليونسكو
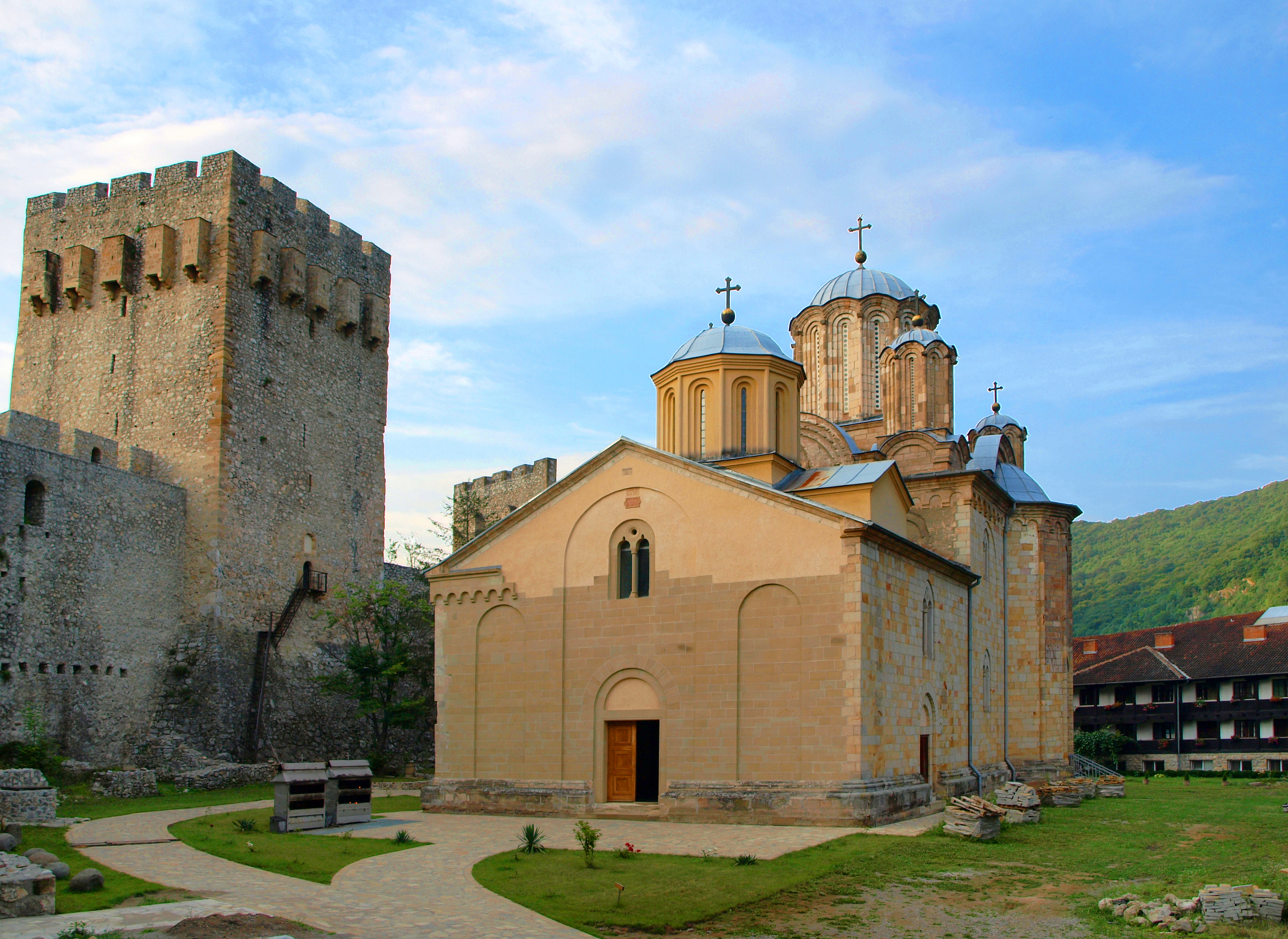
دير ماناسيجا في وسط صربيا
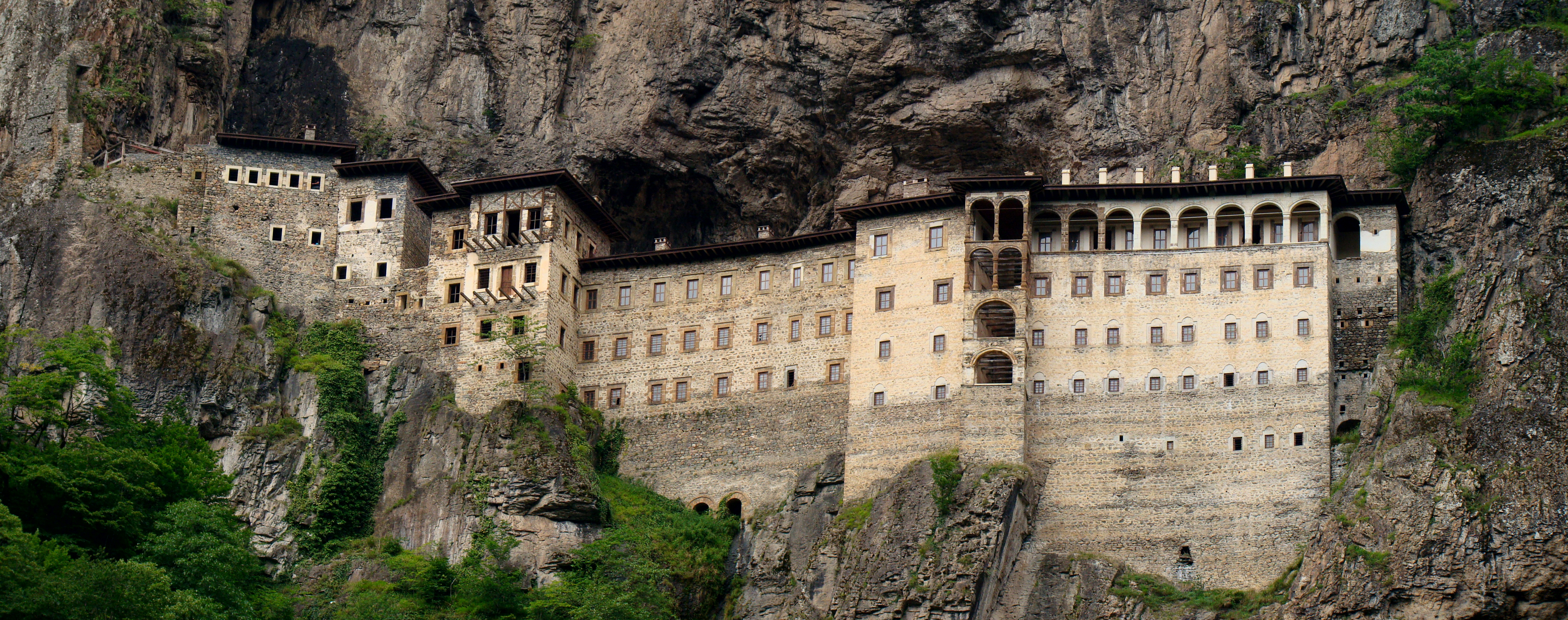
دير سوميلا جنوب طرابزون شرقي تركيا. بني في القرن الرابع (يقدر بنحو 386 م).
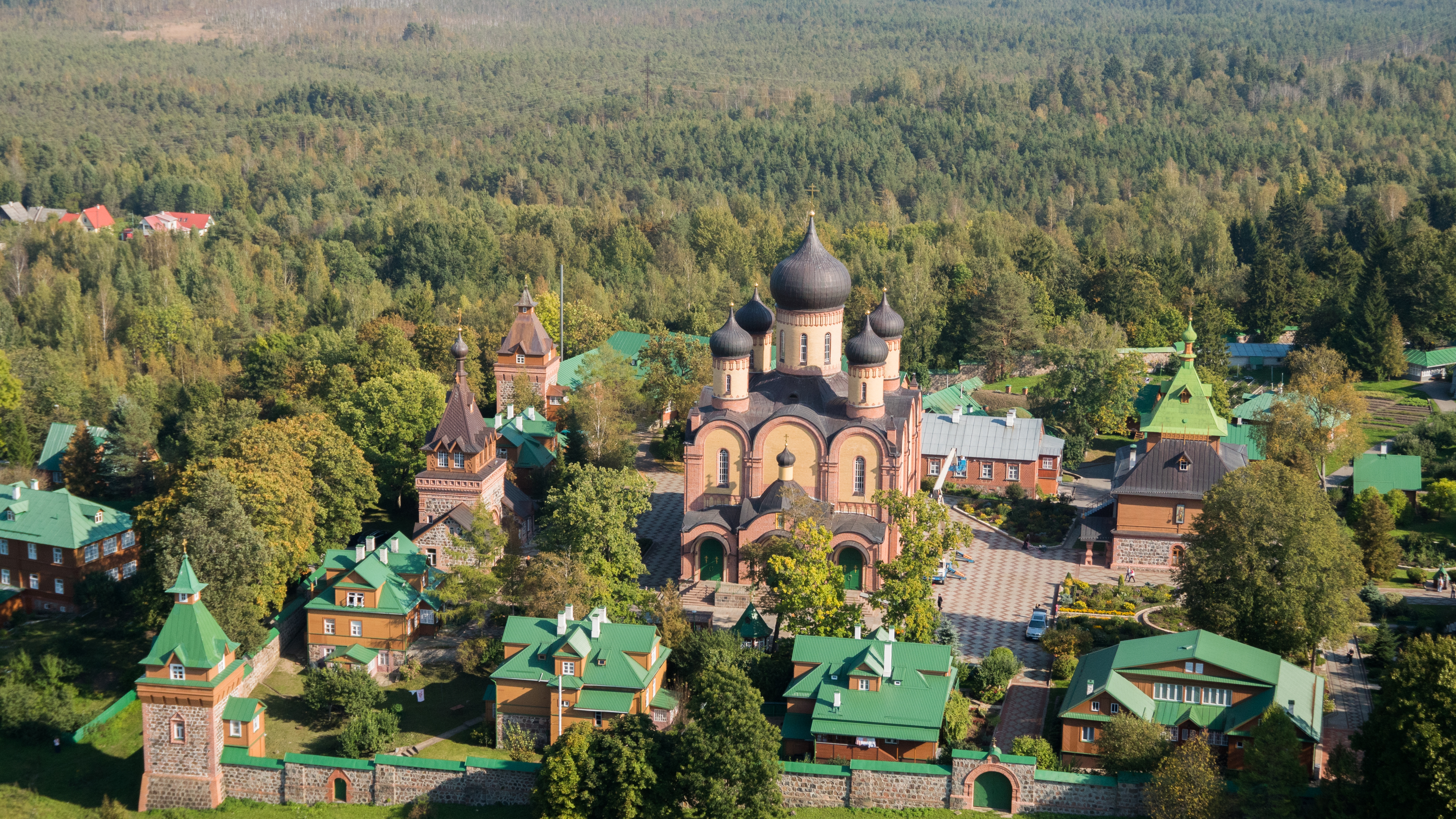
دير بوتيتسا في إستونيا من القرن التاسع عشر

في الكنيسة الأرثوذكسية الشرقية والكنيسة الكاثوليكية الشرقية، يتبع كل من الرهبان والراهبات نظامًا نسكيًا مشابهًا، وحتى عادتهم الدينية هي نفسها (على الرغم من أن الراهبات يرتدين حجابًا إضافيًا، يسمى أبوستولنيك). على عكس الرهبنة الكاثوليكية الرومانية، ليس لدى الأرثوذكس الشرقيين أوامر دينية مميزة، ولكن لديهم شكل رهباني واحد في جميع أنحاء الكنيسة الأرثوذكسية الشرقية. الرهبان، ذكرا كان أو أنثى، يعيشون بعيدا عن العالم، من أجل الصلاة من أجل العالم.
تختلف الأديرة من الكبيرة جدًا إلى الصغيرة جدًا. توجد ثلاثة أنواع من البيوت الرهبانية في الكنيسة الأرثوذكسية الشرقية:
- السينوبيوم هو مجتمع رهباني حيث يعيش الرهبان معًا ويعملون معًا ويصلون معًا، وفقًا لتوجيهات رئيس الدير والرهبان الأكبر سناً. إن مفهوم الحياة الرهبانية هو أنه عندما يعيش العديد من الرجال (أو النساء) معًا في سياق رهباني، مثل الصخور ذات الحواف الحادة، تتآكل «حدتها» وتصبح ناعمة ومصقولة. يمكن أن تستوعب أكبر الأديرة عدة آلاف من الرهبان وتسمى لافراس. في cenobium، يتم عمل المكتب والعمل والوجبات اليومية بشكل مشترك.
- السكيت هي مؤسسة رهبانية صغيرة تتكون عادة من شيخ واحد واثنين أو ثلاثة تلاميذ. تتم معظم الصلاة والعمل في الأسطوانة على انفراد، حيث يجتمعون في أيام الأحد وأيام الأعياد. وهكذا، فإن الحياة الأسطورية لها عناصر من كل من العزلة والمجتمع، ولهذا السبب تسمى «الطريق الوسط».
- الناسك هو راهب يمارس الزهد ولكنه يعيش في عزلة وليس في مجتمع رهباني.

يعد جبل آثوس في اليونان أحد المراكز الكبرى للرهبنة الأرثوذكسية الشرقية، وهو مثل مدينة الفاتيكان، يتمتع بالحكم الذاتي. تقع في شبه جزيرة معزولة بحوالي 20 ميل (32 كـم) طويلة و 5 ميل (8.0 كـم) واسعة، ويديرها رؤساء الأديرة العشرين. يبلغ عدد سكان الجبل المقدس اليوم حوالي 2200 رجل فقط ولا يمكن زيارتهم إلا من قبل الرجال بإذن خاص ممنوح من قبل كل من الحكومة اليونانية وحكومة الجبل المقدس نفسها.

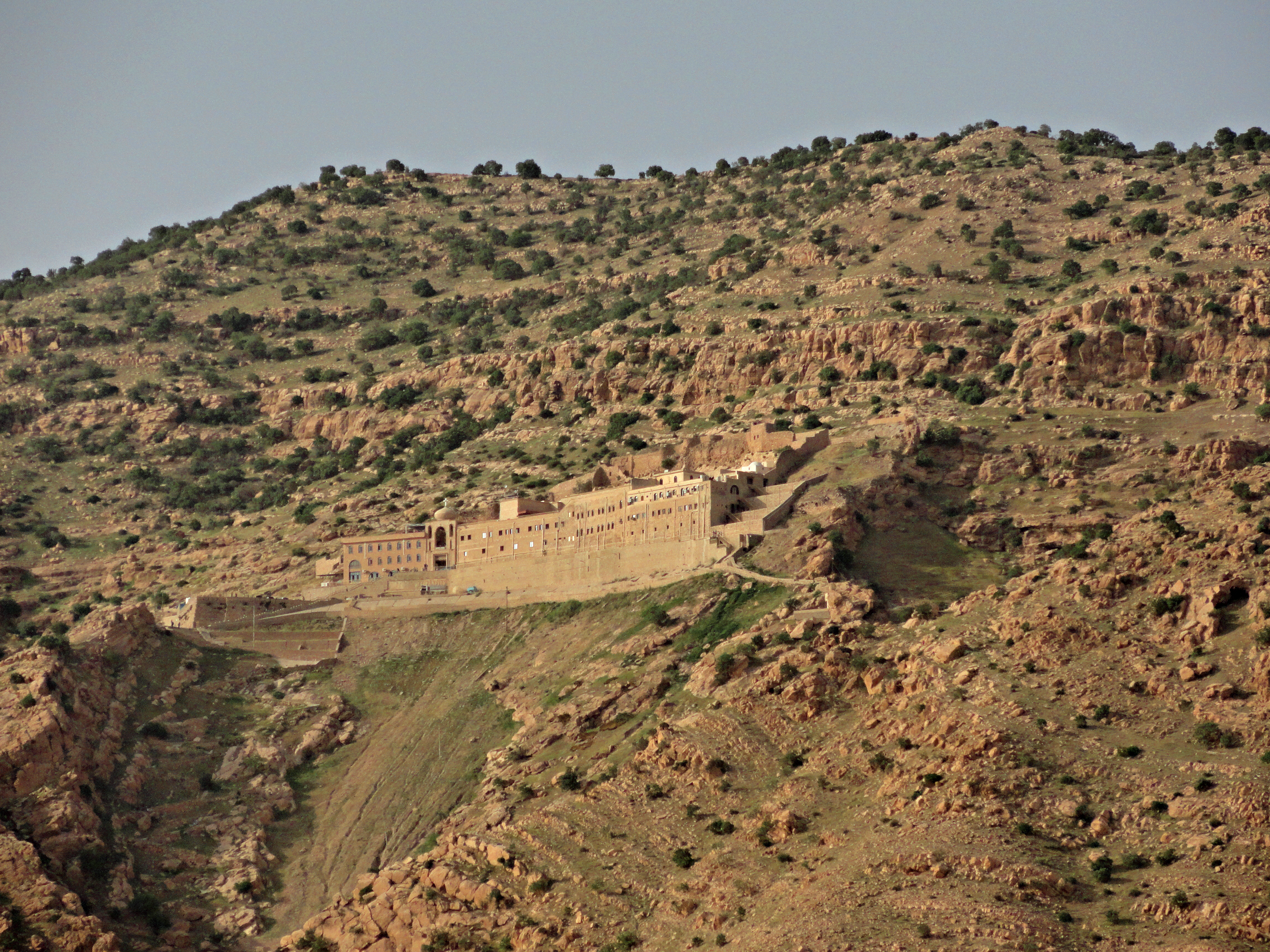
تأسس دير مار متي في عام 363 على يد الناسك متى الناسك الذي فر من الاضطهاد في آمد عهد الإمبراطور الروماني يوليان المرتد.
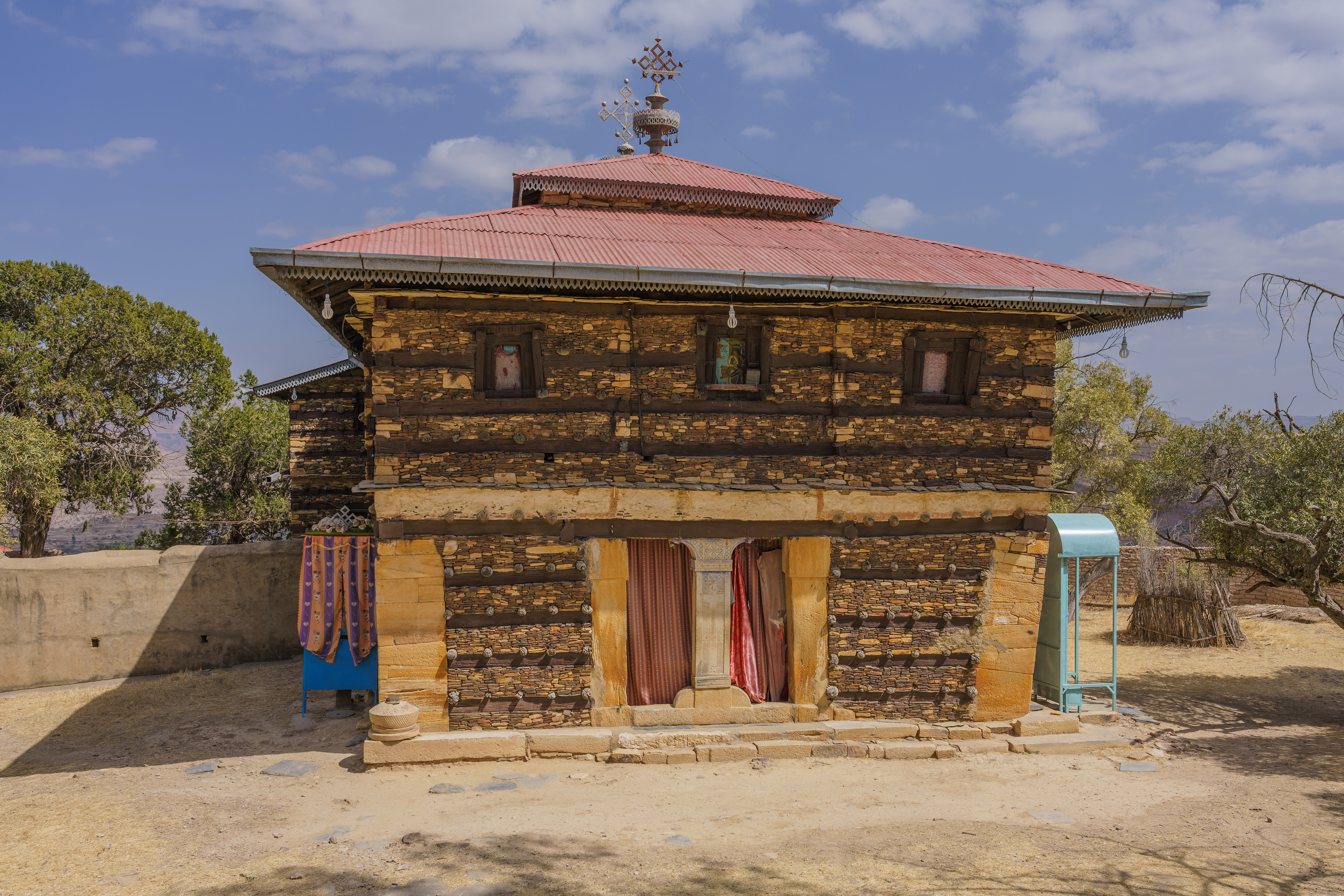
تأسس دبرا دامو في القرن السادس في إثيوبيا.

تتكون الكنائس الأرثوذكسية الشرقية، المتميزة بمعتقداتها الميافزية، من الكنيسة الأرمنية الرسولية، والكنيسة القبطية الأرثوذكسية بالإسكندرية (التي يعتبر بطريركها الأول بين الكنائس التالية)، وكنيسة التوحيد الأرثوذكسية الإثيوبية، وكنيسة التوحيد الأرثوذكسية الإريترية، والكنيسة الأرثوذكسية الهندية. والكنيسة السريانية الأرثوذكسية في أنطاكية.
تعتبر أديرة القديس مقاريوس (دير أبو مكارية) والقديس أنطونيوس (دير مار أنطونيوس) أقدم الأديرة في العالم وتحت رعاية بطريرك الكنيسة القبطية الأرثوذكسية.

### آخرون
السنوات الأخيرة من الثامن عشر شهد القرن في الكنيسة المسيحية بدايات نمو الرهبنة بين الطوائف البروتستانتية. كان مركز هذه الحركة في الولايات المتحدة وكندا بداية بكنيسة شاكر التي تأسست في إنجلترا ثم انتقلت إلى الولايات المتحدة. في التاسع عشر تأسست العديد من هذه المجتمعات الرهبانية في القرن الماضي كمجتمعات طوباوية قائمة على النموذج الرهباني في كثير من الحالات. كان هناك تايمز، قائلون بتجديد عماد، وغيرهم. سمح الكثيرون بالزواج، لكن معظمهم كان لديهم سياسة العزوبة والحياة الجماعية التي يشارك فيها الأعضاء كل الأشياء بشكل جماعي ويتنصلون من الملكية الشخصية.
في القرن التاسع عشر، تم إحياء الرهبنة في كنيسة إنجلترا، مما أدى إلى تأسيس مؤسسات مثل بيت القيامة، ميرفيلد (جماعة القيامة)، ناشدوم أبي (البينديكتين)، كليفي بريوري (جماعة الصعود المجيد) ودير إيويل (سيسترسية)، الرهبان البينديكتين، الرهبان الفرنسيسكان وأوامر الصليب المقدس، وسام القديس هيلينا. الطوائف المسيحية البروتستانتية الأخرى تشارك أيضًا في الرهبنة، ولا سيما اللوثرية في أوروبا وأمريكا الشمالية. على سبيل المثال، فإن النظام البينديكتيني للصليب المقدس في سانت أوغسطين هاوس في ميشيغان هو أمر لوثري من الرهبان وهناك مجتمعات دينية اللوثرية في السويد وألمانيا. في الستينيات، تم تشكيل مجموعات رهبانية تجريبية كان كل من الرجال والنساء فيها أعضاء في نفس المنزل، كما سُمح لهم بالزواج وإنجاب الأطفال - تم إجراء هذه المجموعات في شكل جماعي.

### اتجاهات

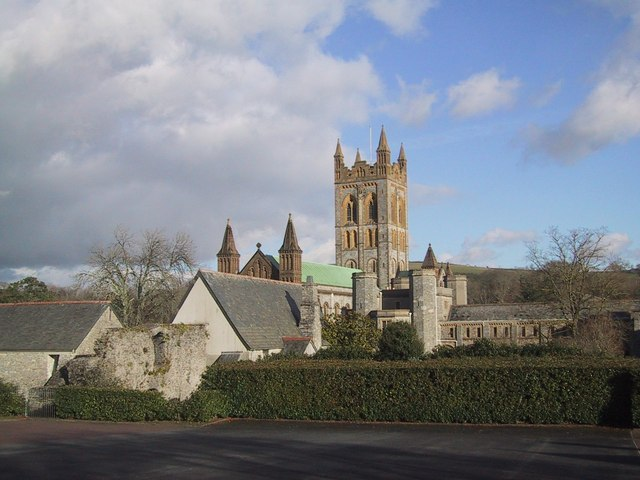
أعيد بناء دير باكفاست، ديفون، إنجلترا، والدير المحيط بها في القرن العشرين.

هناك تزايد في الرهبنة المسيحية الجديدة، لا سيما بين المسيحيين الإنجيليين.

## اقرأ أيضاً
- كنيسة الدير
- منزل بورلي ريكتوري